# Jeremiah Wright
Jeremiah Alvesta Wright, Jr (ur. 22 września 1941 w Filadelfii) – starszy pastor w Zjednoczonym Kościele Chrystusa. Urzędował w wielkim zborze w Chicago, jednakże w 2008 został wysłany na emeryturę. Znany jest z powodu swoich kontrowersyjnych wypowiedzi.

## Życiorys
Jego ojciec był pastorem baptystów, matka nauczycielką. Studiował w United Theological Seminary w Ohio, gdzie jego mentorem był Martin Luther King. Został mianowany pastorem Zjednoczonego Kościoła Chrystusa w Chicago 1 marca 1972 r. Został jednym z głównych orędowników teologii wyzwolenia czarnych. 

## Kontrowersje
Jeremiah Wright znany jest ze swoich kontrowersyjnych kazań. Głosił m.in., że Stany Zjednoczone zasłużyły na zamach na World Trade Center, śpiewał "Boże, przeklnij Amerykę" i uważa, że "biali żołnierze rzymscy ukrzyżowali czarnego Jezusa". 
Powiedział też, że kandydat na prezydenta USA Barack Obama podziela jego poglądy, ale jako polityk musi je ukrywać. Barack Obama odszedł z UCC, ponieważ zależało mu na tym, aby wierni mogli modlić się w spokoju. W odpowiedzi pastor powiedział: "Atak na mnie to atak na czarny Kościół w USA ze strony koncernów medialnych".